# World Trade Center Sevilla
El Edificio Expo, antiguo World Trade Center Sevilla, es un edificio de oficinas ubicado en la Isla de la Cartuja de Sevilla, en la avenida Inca Garcilaso.

## Historia
Diseñado por el arquitecto Antonio Vázquez de Castro, fue planteado como el edificio inteligente de la Exposición Universal de Sevilla de 1992 desde donde se programarían todas las principales actividades que se desarrollarían a lo largo de los seis meses que duró la Muestra.

## Edificio
Ubicado muy cerca del histórico Monasterio de la Cartuja, el World Trade Center es un notable ejemplo de edificio novedoso y vanguardista que destaca tanto por su aspecto formal, como por el contenido de sus equipamientos o por la acertada elección de sus materiales de construcción.
Con una forma que recuerda a una gran pirámide, consta de dos partes muy diferenciadas: una inferior revestida de planchas metálicas con un acentuado color rojizo donde se distribuyen las distintas dependencias y núcleos de trabajo del edificio, y la otra superior formada por la cúspide de la pirámide, escalonada y completamente acristalada para dotar de luz natural a la zona ajardinada que se plantea en su interior.
Una vez finalizada la Muestra de la Expo´92, el edificio siguió funcionando con regularidad, aunque ya fuera de la red de edificios de WTC porque desde el año 2000 WTC abandonó el que desde entonces se conoce como Edificio Expo, y posteriormente construyó un nuevo edificio en Cartuja entre los pabellones de Chile y de Cuba